# 7 Things
"7 Things" är en poprocksång framförd av den amerikanska sångerskan Miley Cyrus. Sången skrevs av Cyrus, Antonina Armato och Tim James och producerades av John Fields. Singeln släpptes den 17 juni 2008 av Hollywood Records som den ledande singeln från Cyrus andra album Breakout. Låten är även känd som "Seven Things I Hate About You", och utvecklades av Cyrus under Best of Both Worlds Tour när hon kände en massa känslor för en ex-pojkvän, främst ilska. När sången släpptes uppkom det rykten att den handlade om Nick Jonas från bandet Jonas Brothers, vilket Cyrus varken bekräftade eller förnekade. Refrängen i "7 Things" räknar upp sju olika egenskaper som Cyrus hatar hos en ex-pojkvän.
Sången fick blandade recensioner från kritiker, men blev dock en global succé kommersiellt. Sången blev en topp-10-hit i Australien, Japan, Norge och USA. Singeln certifierades som guld av Australian Recording Industry Association och blev även Cyrus första listplacering i ett asiatiskt land genom placeringen på Japan Hot 100. Sångens musikvideo regisserades av Brett Ratner, där Cyrus framför sången med ett back-up band, medan flera tonårstjejer mimar med i sången. Tjejerna har alla varsin rekvisita, som ett kärleksbrev och en snöglob, inspirerad av personliga saker som Cyrus fått av sitt ex. Videon nominerades till MTV Video Music Awards både 2008 och 2009.

## Bakgrund
"7 Things" kallas även officiellt "Seven Things I Hate About You", registrerad av Broadcast Music, Inc. (BMI). Precis som de flesta sångerna från Breakout, så skrev Cyrus "7 Things" medan hon reste omkring i USA med sin turné från oktober 2007 till januari 2008.
| ” | Jag var inlåst i bussen hela tiden, så det var ett bra tillfälle för mig att få en minut för mig själv, vilket jag annars aldrig får. Så det var bara härligt att få den privata tiden och kunna gå igenom alla olika stadier som pågått de senaste åren. Det var egentligen aldrig menat att hända, men det bara hände och jag började skriva sången. Jag kom verkligen in i den och spelade en bit av den för min syster, som tyckte den var fantastisk. Så det var bra för mig att få ha ett litet terapiögonblick själv, bara för att kunna gå igenom allt. Det var fantastiskt. Det var så roligt att skriva. | „ |

Cyrus sa att "7 Things" inspirerades av en ex-pojkvän. I en intervju med Ryan Seacrest sa Cyrus att hon "gick igenom niohundra olika känslor när hon försökte skriva sången" och att hennes bruk av ordet "hate" endast demonstrerade hur upprörd hon var. När Seacrest frågade om hon var orolig att sångens ämne skulle höra sången och bli upprörd, så svarade Cyrus att hon var lite orolig, "Jag vill att han ska bli upprörd. Det var min poäng." Hon visade sitt förslag för låtskrivarna och producenterna Tim James och Antonia Armato, som föreslog att tillägga sången till Breakout. Ursprungligen var "7 Things" en mer "mjuk och trevlig" sång, men Cyrus sa att hon "blev tokig" under inspelningen och gav sången en hårdare klang. Cyrus hade egentligen valt "Fly on the Wall" som den ledande singeln från Breakout, men ersatte den med "7 Things" eftersom hon kände att det var en "bättre introduktion" till albumet.

## Kritikernas mottagande

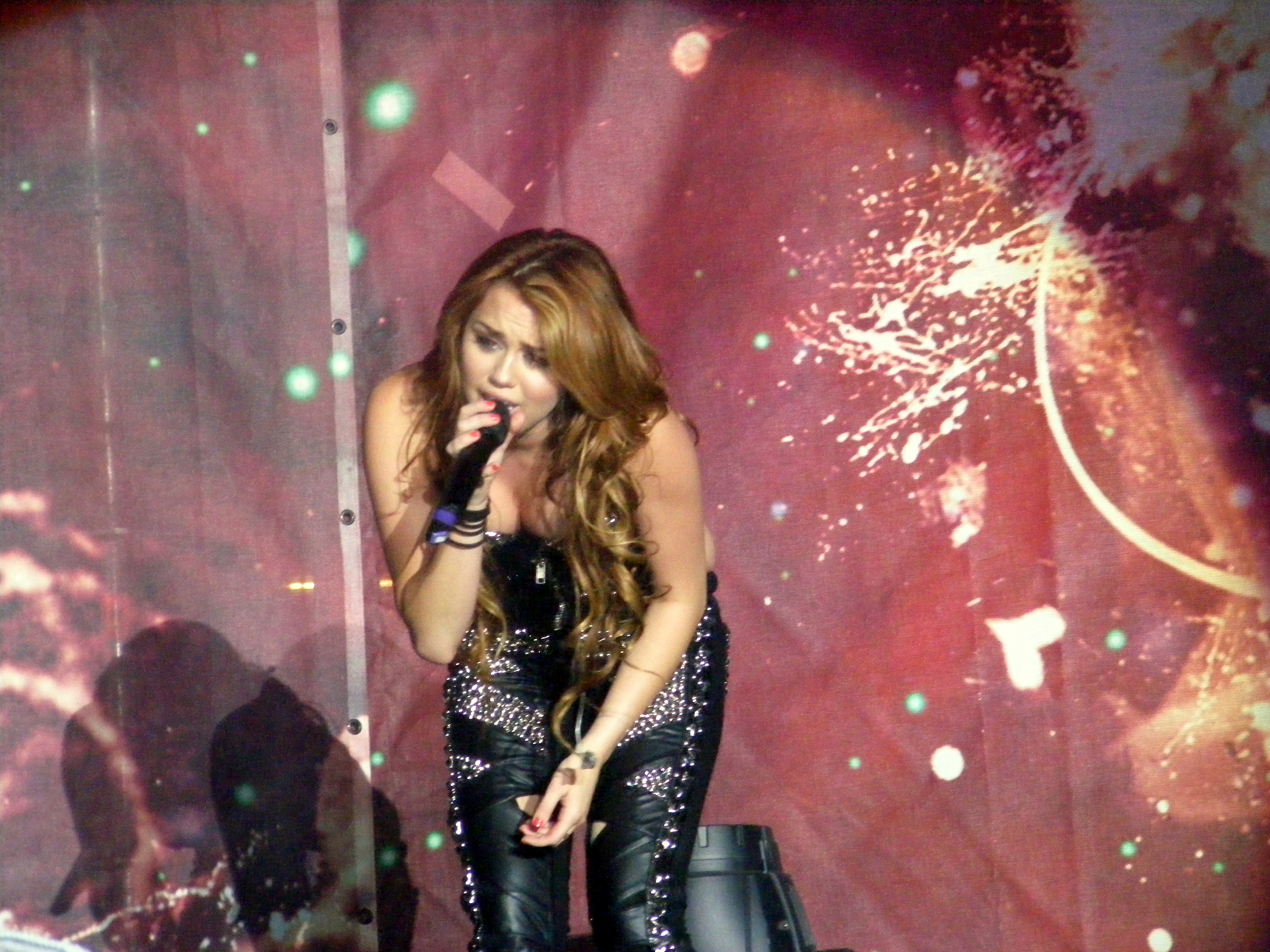
Miley sjunger "7 Things" live 2011.

"7 Things" fick blandade recensioner från kritiker. Fraser McAlpine från BBC kallade sången "fantastisk", och gav Cyrus komplimanger för hennes "punk-attityd insvept i en obefläckad glans". Ben Ratliff från The New York Times sa att "7 Things listar upp osäkerheter som hon hatar hos en kille" och kallar avslutet med "de sju saker som hon gillar [...] för en skamlös Disney avslutning". Heather Phares från Allmusic hävdade att "7 Things" är en knäpp och smart bit av hatkärlekspop som härstammar från Shania Twains flörtiga mix av rock och country" och utpekade den som en av de bästa sångerna från Breakout. Chris Willman från Entertainment Weekly kallade sången för en av Breakout's "bästa låtar" eftersom den "låter Cyrus vara besvärlig utan att nå till Avril-liknande nivåer av retlighet." Josh Timmermann från PopMatters tyckte att sången var "tilltalande".

## Musikvideo
Cyrus bjöd in Brett Ratner, regissören av "7 Things" musikvideon, hem till sig för att visa honom hur mycket sången betydde för henne och vad den handlade om. Efter att ha föreslagit ett flertal idéer för varandra, så beslutade de sig för att göra videon "enkel med en vit bakgrund". Cyrus sa att varken hon eller Ratner ville att videon skulle "handla om endast henne" eftersom sångens meddelande var allomfattande, "nästan varje tjej i amerika skulle kunna säga att de hatar sina ex eller dåvarande pojkvän," hävdade Cyrus. Som ett resultat så innehåller videon ett flertal unga flickor, inkluderande skådespelerskorna Nicola Peltz och Liana Liberato. Under planeringen visade Cyrus en samling av personliga saker för Ratner som hennes ex hade gett henne, som fotografier och hans smutsiga sockar, som hon hade gömt under sängen. De beslutade sig för att inkludera några av dessa objekt som rekvisita i musikvideon. Till exempel halsbandet som Cyrus bär i videon var hennes ex-pojkväns medicinska ID-märke, som han fick på grund av sin diabetes.
Videon filmades den 30 maj 2008 i Los Angeles, Kalifornien. Oväntat så började flera flickor gråta under inspelningen. Ratner var imponerad av Cyrus förmåga att tilltala sina emotionella problem och göra dem "roliga samtidigt". Ratner sa följande om videon, "Det var den svåraste videon jag någonsin redigerat eftersom varje ögonblick var toppen. Varje ögonblick som Miley var med i bilden så var hon fantastisk. Hon har en otrolig egenskap. Hon förstår kameran, och det är vad som krävs för att göre en fantastisk musikvideo." Cyrus kommenterade att hon kände att videon var "mer ärlig än sången" och att hon "sjöng ut till [...] den där speciella personen".

## Låtlista
- US Digital Download

1. "7 Things" (Album Version) - 3:36

- US / EU 2-Track CD Single

1. "7 Things" (Album Version) - 3:36
2. "7 Things" (Instrumental) - 3:36

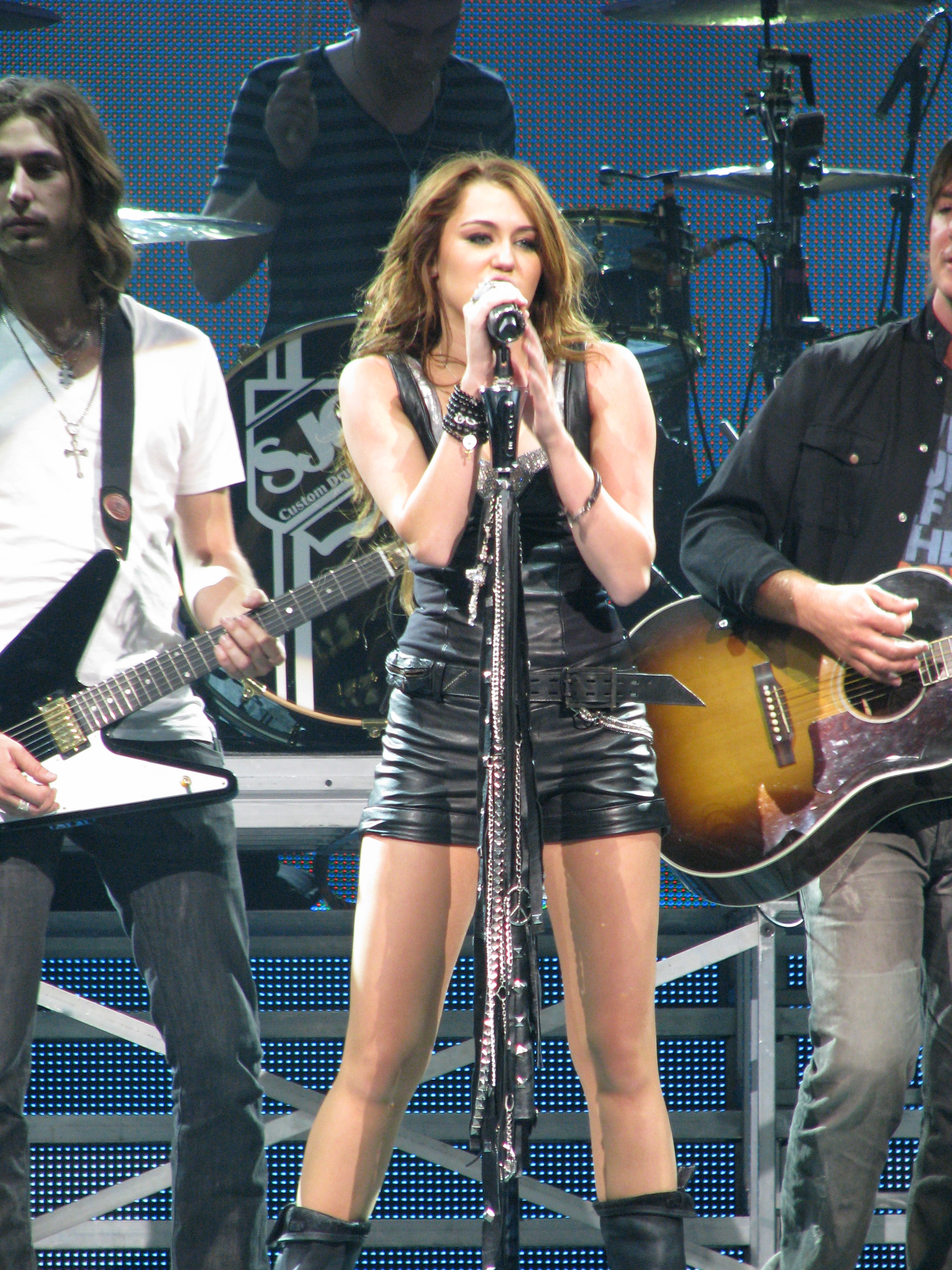
Cyrus framför "7 Things" live 2009.

- EU 2-Track CD Single / Digital Download / JP CD Single

1. "7 Things" (Album Version) - 3:36
2. "See You Again" (Rock Mafia Remix) - 3:42

- US / UK / EU 2-Track CD Single

1. "7 Things" (Album Version) - 3:36
2. "See You Again" (Wideboys Radio Edit) - 3:42

- EU Remix Maxi-CD Single

1. "7 Things" (Bimbo Jones Club Mix) - 6:33
2. "7 Things" (Bimbo Jones Dub Mix) -
3. "7 Things" (Bimbo Jones Radio Edit) - 2:58
4. "7 Things" (Radio Edit) - 3:24

## Topplistor
| Lista (2008)                        | Topplacering |
| ----------------------------------- | ------------ |
| Australien (ARIA Charts)            | 10           |
| Belgien (Flandern)                  | 22           |
| Belgien (Vallonien)                 | 22           |
| Europa (European Hot 100)           | 44           |
| Irland (IRMA)                       | 26           |
| Japan (Japan Hot 100)               | 8            |
| Kanada (Canadian Hot 100)           | 13           |
| Mexiko (AMPROFON)                   | 46           |
| Nederländerna (Mega Single Top 100) | 80           |
| Norge (VG-lista)                    | 8            |
| Nya Zeeland (RIANZ)                 | 24           |
| Schweiz (Swiss Singles Chart)       | 35           |
| Slovakien (IFPI)                    | 25           |
| Storbritannien (UK Singles Chart)   | 25           |
| Tjeckien (IFPI)                     | 11           |
| Tyskland (Media Control Charts)     | 17           |
| USA (Billboard Hot 100)             | 9            |
| USA (Pop 100)                       | 14           |
| Österrike (Ö3 Austria Top 40)       | 14           |

| Lista (2008)                      | Placering |
| --------------------------------- | --------- |
| Australien (ARIA Charts)          | 50        |
| Kanada (Canadian Hot 100)         | 86        |
| Storbritannien (UK Singles Chart) | 170       |
| USA (Billboard Hot 100)           | 92        |